# Benedikt Rejt
Benedikt Rejt (a menudo escrito Benedikt Ried, también conocido como Benedikt Rieth, Benedikt Reyd o Benedict Reijt. En checo, suele tener el epíteto "de Pístov" [¿un pueblo de la República Checa o cercano al río Piesting?] o "de Louny"; c. 1450 - entre 1531 y 1536) fue un destacado arquitecto medieval en Bohemia, la actual República Checa. Construyó la Sala Vladislao  (1497-1500) en el Castillo de Praga, la Iglesia de Santa Bárbara, en Kutná Hora (c. 1482) y otros edificios de estilo gótico tardío y renacentista temprano.

## Contexto histórico
Bohemia se convirtió en el centro cultural de Europa Central cuando Carlos IV trajo la corte del emperador del Sacro Imperio Romano Germánico a Praga en el siglo XIV. El Taller de la Corte Real, bajo la dirección de Peter Parler, fue uno de los puntos culminantes de la arquitectura gótica en el Sacro Imperio Romano. Las guerras husitas detuvieron entonces todos los planes de desarrollo cultural en la región durante muchas décadas. Cuando Bohemia volvió a abrirse a Europa después de 1480, durante el reinado de Vladislao II de Bohemia y Hungría, los buenos arquitectos estaban muy solicitados. Tanto el rey como los nobles de Bohemia (la Casa de Rosenberg era una de las más ricas) buscaban en los talleres de los alrededores, especialmente en los países del Danubio, un maestro de obras para realizar sus proyectos. El rey encontró un gran reto en la corte de Meissen, donde Alberto III, duque de Sajonia, comenzó a construir el castillo de Albrechtsburg en 1471.

## Vida
Hay poca información sobre Rejt en las fuentes históricas. Las fechas de nacimiento y muerte no están claras, así como el lugar de origen o la actividad vital temprana (Václav Mencl conjetura que pasó su juventud en las tierras cercanas al río Eno, probablemente en Burghausen). Todo lo que se sabe de su vida procede de unos pocos documentos, especialmente los de carácter judicial. De estas fuentes se desprende que Rejt era un arquitecto de renombre y baumeister (latín: magister operis, "maestro de obras") cuya opinión era muy valorada en la corte, donde era llamado para revisar el trabajo de otros arquitectos contemporáneos. Ya en 1489 (cuando se le pidió que revisara la obra de Matěj Rejsek), se le consideraba una autoridad en el campo de la arquitectura. Este hecho respalda la conjetura de que había creado algunas de las obras maestras construidas antes de ese año con autoría poco clara. Además, Praga, Most, Kutná Hora y Annaberg (estas dos últimas eran centros de extracción de plata en aquella época) se encontraban entre las ciudades más ricas de Europa Central, y es probable que sólo los mejores arquitectos fueran invitados a trabajar allí. Después de 1500 se le conoce como el maestro Benedikt y como arquitecto y cantero de Praga contratado por la Corona. También existe la teoría de que Rejt puede identificarse con Benedykt Sandomierski, que reconstruyó el castillo de Piotrków Trybunalski (1519) y otros edificios en Polonia.
En 1518, Rejt fue presidente y participante clave en el congreso de arquitectos y canteros de toda Europa Central celebrado en Annaberg (Sajonia). Muchos indicios de las fuentes históricas son discutibles. Según algunas de ellas, Rejt llegó a Praga como ingeniero militar para reconstruir la fortificación del castillo de Praga (es posible que también construyera las murallas de los castillos de Rabí y Švihov). Luego se hizo famoso por sus habilidades en el arte de las bóvedas del gótico tardío, arte en el que alcanzó una de las cimas de toda la arquitectura medieval. Anteriormente se le consideraba el inventor de los tejados de carpa de las catedrales (hoy típicos de las iglesias de Kutná Hora y Louny), pero se ha descubierto, a partir de imágenes medievales, que su uso era más común, y probablemente Rejt no fue un constructor exclusivo de ellos. Su alumno directo fue Jacob Haylmann de Schweinfurt, que trabajó con él en Kutná Hora y Annaberg.

## Trabajo (con una participación importante)

### Castillo de Praga
- Sala Vladislao, la mayor sala secular abovedada medieval de Europa, terminada en 1500.
- Ala Ludvík (Palacio de Luis), considerado el primer edificio renacentista de Bohemia (con ejemplos en Italia), posteriormente lugar de la Segunda Defenestración de Praga.
- Escalera de los Caballeros con una disposición original de la bóveda.
- Fortificación con las torres de Mihulka y Daliborka (la cárcel de la ópera Dalibor de Bedřich Smetana).
- Planes para completar la Catedral de San Vito en Praga, iniciados pero descontinuados.

### Bohemia
- Iglesia de Santa Bárbara en Kutná Hora, a partir de 1512 en la nave y la bóveda,[1] supervisada por Jacob Haylmann von Schweinfurt y un tal Hans, después de la muerte de Rejt por el maestro Mikuláš y Jan Vlach, techo de carpa realizado por el maestro Vaněk; restaurada en 1884-93 por Josef Mocker y Ludvík Lábler.[3]
- Iglesia de San Nicolás en Louny, de 1519,[1] supervisada por Pavel de Pardubice y Filip de Wimpfen, probablemente discípulos de Rejt; restaurada en 1885-92 por Josef Mocker y en 1898-1902 por Kamil Hilbert.[4]
- Iglesia de la Asunción de la Virgen María en Most, menciones de Jörg de Maulbronn; restaurada en 1882;[3] trasladada 841 metros para hacer sitio a las minas de lignito en expansión en 1975.
- Villa en Stromovka (Bubeneč)

### Fuera de Bohemia
- Iglesia de Santa Ana en Annaberg.Castillo en Ząbkowice Śląskie (Frankenstein), para la nobleza de Münsterberg desde 1524 en adelante.[1]

## Obra de autoría más discutible

### Edificios generalmente asignados a Johannes Spiess (Hans, Hanuš)
- Oratorio Real en la Catedral de San Vito.Dormitorio de Vladislao en el palacio viejo del castillo de Praga.Partes de la iglesia de San Pedro y San Pablo en el palacio de Mělník, capilla y otras salas en el castillo de Křivoklát.

### Propiedad de Půta Švihovský z Riesenburka
- Castillo de Švihov, en 1505,[1] sistema de fortificación del castillo con foso.[5] Castillo de Rabí, sistema de fortificación de uno de los mayores castillos de Bohemia.[5]

### Propiedad de Zdeněk Lev z Rožmitálu
- Palacio de Zdeněk Lev z Rožmitálu en HradčanyCastillo de Blatná, 1523-1530.[1]

### Otros
- Capilla de la Virgen María (donada por Viktorin Špulíř) en la Iglesia de la Asunción en Jindřichův Hradec, terminada en 1506.[6]
- Capilla de la Virgen María en Náměť en Kutná Hora, el lugar de enterramiento de Petr Brandl, asignado al Maestro Blažek de Kutná Hora.[6]
- La bóveda de la Iglesia de la Asunción en Ústí nad Labem, dañada en la Segunda Guerra Mundial.[6]
- El castillo de Březnice, fortificación realizada después de 1531.[4]

## Beneš de Louny
En el siglo XIX, los patriotas checos se esforzaron por afirmar que Benedikt Rejt tenía ascendencia checa o bohemia. En muchas fuentes de la época se le menciona con el nombre de Beneš z Loun (Beneš de Louny), por ejemplo, en el Salón de la Fama del edificio de 1891 del Museo Nacional de Praga. Según la tradición, fue enterrado en la iglesia de San Nicolás de Louny. En 1906, Zikmund Winter concluyó la discusión con pruebas convincentes de que Rejt era de origen alemán y que hablaba el checo con tanta fluidez como el alemán, y que podía considerarse checo (su descendencia se identificaba con la nacionalidad checa).

## Legado
Una galería y una plaza llevan el nombre de Rejt en Louny. También hay una estatua del siglo XX de Benedikt Rejt sosteniendo una plomada.

## Galería de obras seleccionadas

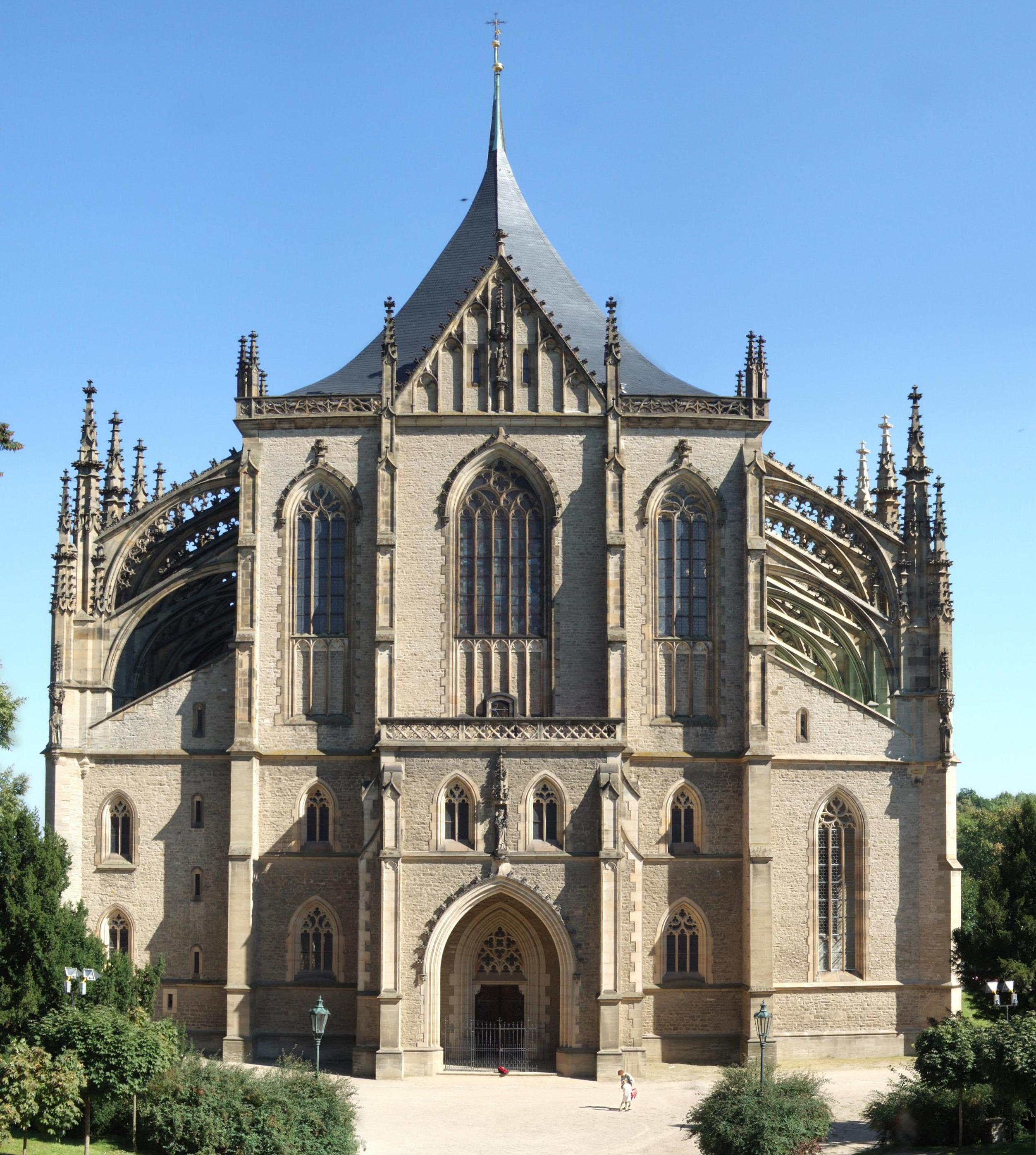
Iglesia de Santa Bárbara en Kutná Hora
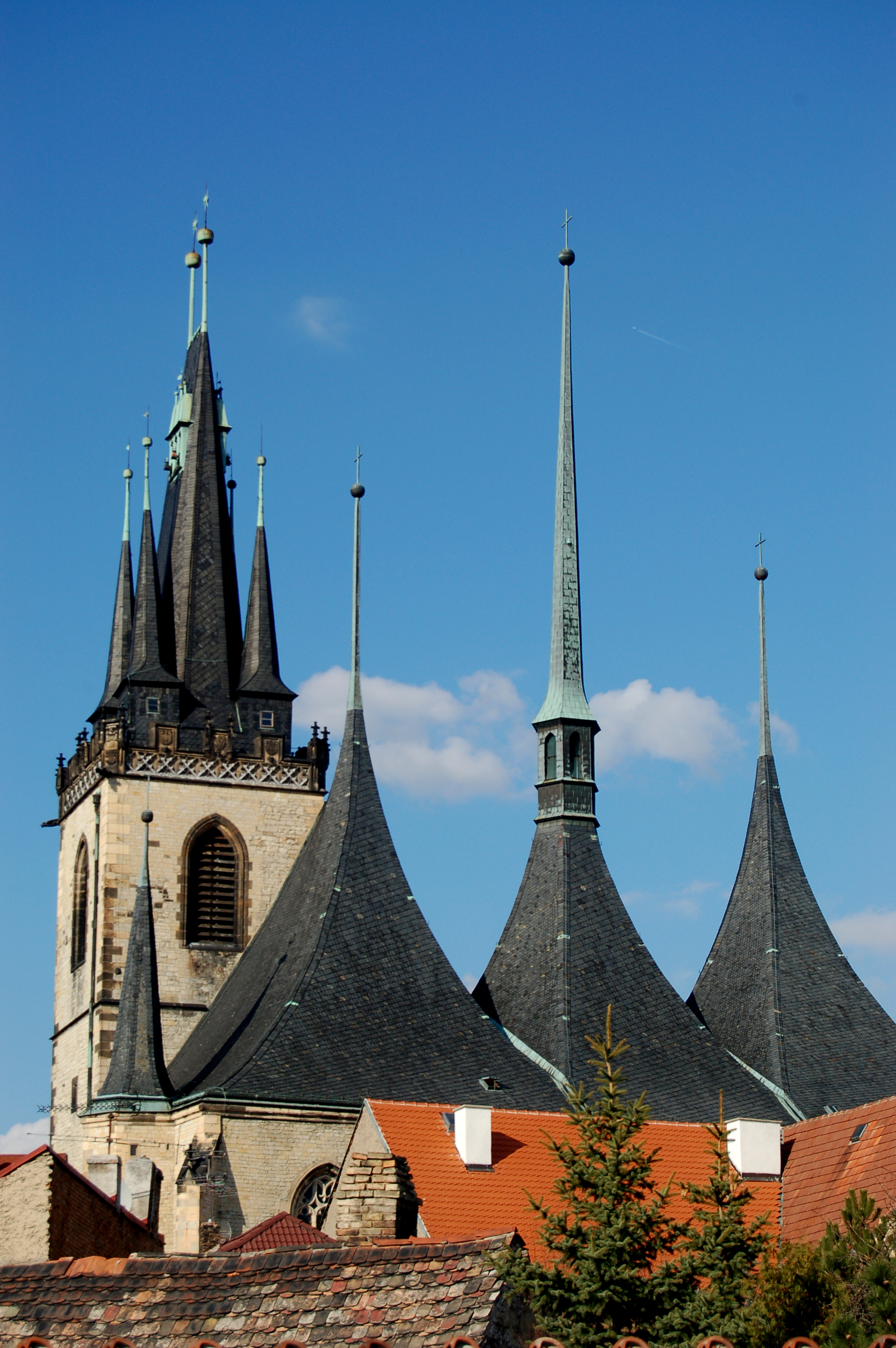
Iglesia de San Nicolás en Louny
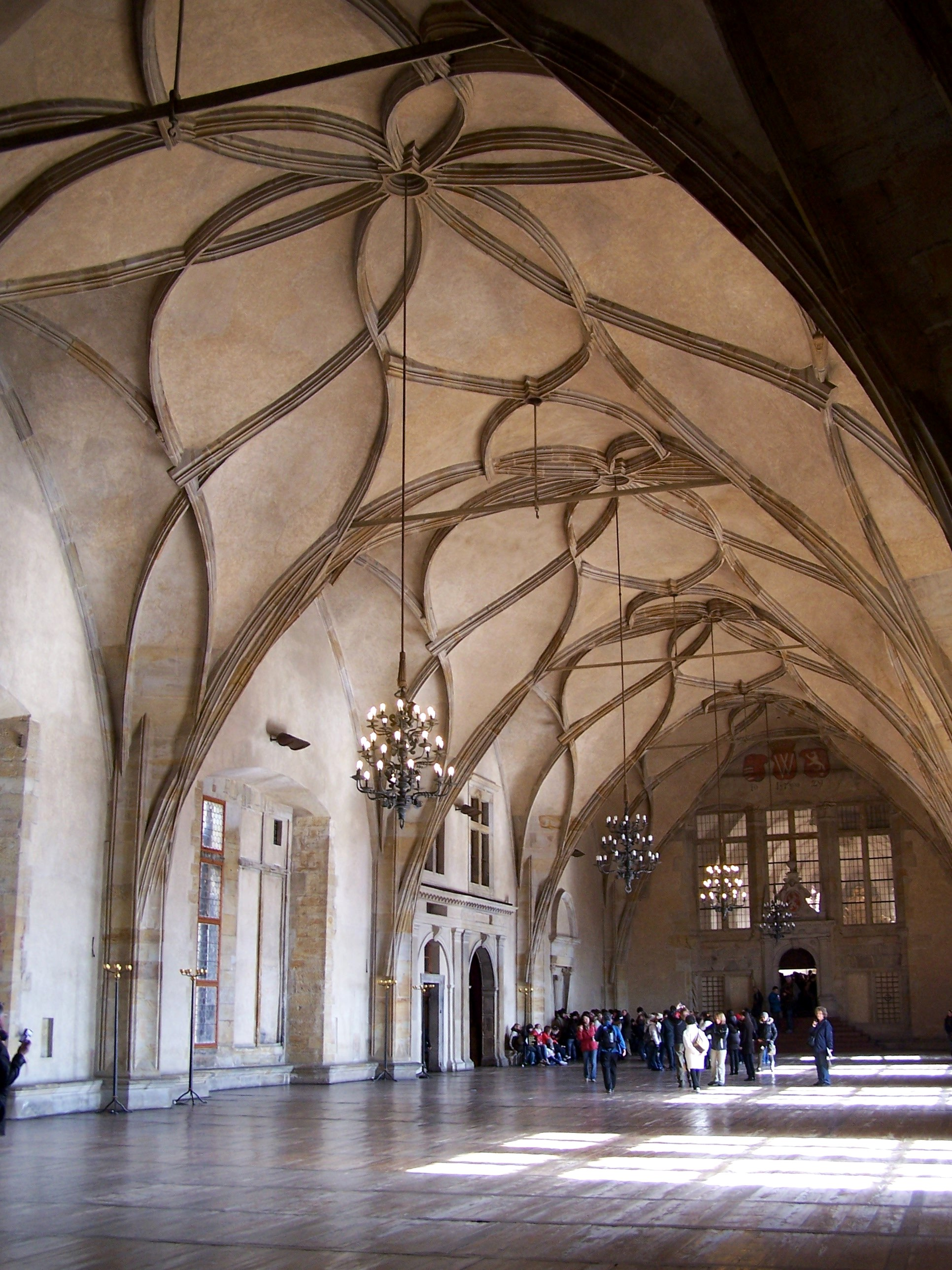
Salón de Vladislao en el Castillo de Praga
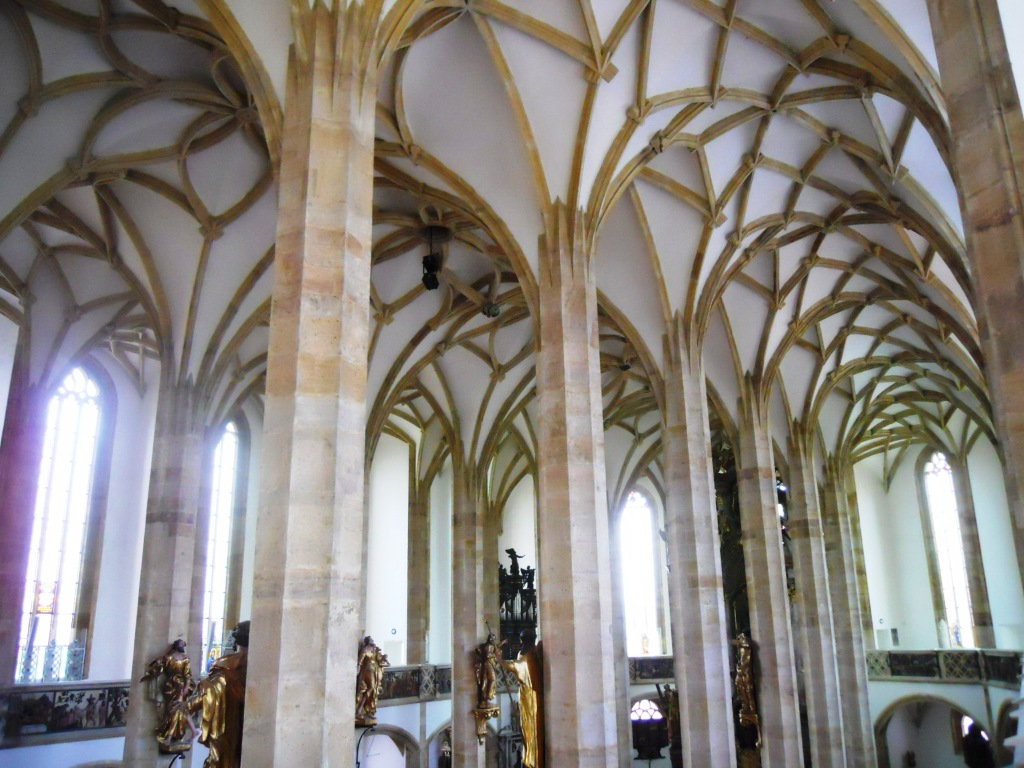
Iglesia de la Asunción de la Virgen María en Most